# SV Papatam
Sport Vereniging Papatam (SV Papatam) is een voetbalclub uit Papatam, een woonwijk in de oost-Surinaamse grensplaats Albina. De club werd opgericht in 1994 en speelt in de SVB-Eerste Divisie. Thuishaven is het Albina Stadion.